# Vera Pedrosa Martíns de Almeida
Vera Pedrosa Martíns de Almeida (* 2. Januar 1936 in Rio de Janeiro; † 3. Februar 2021 ebenda) war eine brasilianische Diplomatin.

## Leben
Vera Pedrosa Martíns de Almeida war die Tochter von Mary Houston Pedrosa und Mário Pedrosa. Sie studierte Philosophie an der Faculdade Nacional de Filosofía in Rio de Janeiro. Sie absolvierte einen Curso Preparatório à Carreira Diplomática am Instituto Rio Branco Sie war ab 24. Oktober 1968 Gesandtschaftssekretärin dritter, ab 3. Januar 1972 zweiter und ab 24. August 1977 erster Klasse. Am 18. August 1981 wurde sie Gesandtschaftsrätin am 17. Dezember 1987 Gesandte zweiter und am 21. Juni 1993 erster Klasse.
Von 1987 bis 1988 war sie Stellvertreterin des Leiters der Abteilung Internationale Organisationen. Von 1988 bis 1990 war sie Koordinatorin des Büros des Präsidialamtsleiters. Von 1972 bis 1975 war sie Gesandtschaftssekretärin in Madrid. Von 1975 bis 1980 war sie Gesandtschaftssekretärin in Lima. Von 1981 bis 1983 war sie Assistentin des Leiters der Abteilung Vereinte Nationen. Von 1983 bis 1986 war sie Gesandtschaftsrätin in Paris. 1987 leitete sie die Abteilung Vereinte Nationen und war der Leitung der Abteilung internationale Organisationen beigeordnet. Von 1990 bis 1993 war sie Gesandte und Delegierte bei der UNESCO in Paris, wo sie 1991 als Geschäftsträgerin fungierte.
Von 1995 bis 1998 war sie Botschafterin in Den Haag. Von 1999 bis 28. September 2001 war sie Botschafterin in Quito. Von 28. September 2001 bis Ende 2003 war sie Botschafterin in Kopenhagen. Anschließend war sie Botschafterin in Vilnius. 
Von Oktober 2005 bis März 2006 war sie Botschafterin in Paris. Dort nahm sie an der Verwirklichung eines spektakulären Ano do Brasil na França (2005 Brasilien-Jahr in Frankreich) teil: Der brasilianische Kulturminister Gilberto Gil wurde in die Ehrenlegion aufgenommen und 52.000 Unterschriften gegen Folter in brasilianischen Gefängnissen, Polizeistationen und Jugendhaftanstalten sowie die Anerkennung der Rechte der indigenen Völker entgegengenommen. Ihre Vorgehensweise wurde vom Rechnungshof nicht nachvollzogen. Im März 2006 wurde sie in den Ruhestand versetzt.

## Veröffentlichungen
- O Meio Ambiente dez anos após Estocolmo. A perspectiva brasileira, Diplomarbeit am Instituto Rio Branco